# Sherko Fatah

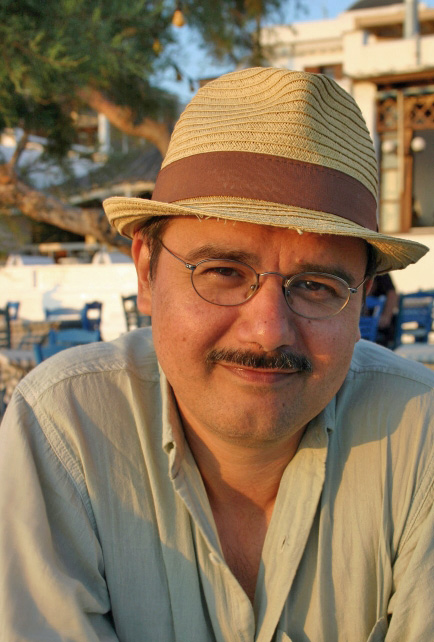
Sherko Fatah 2013

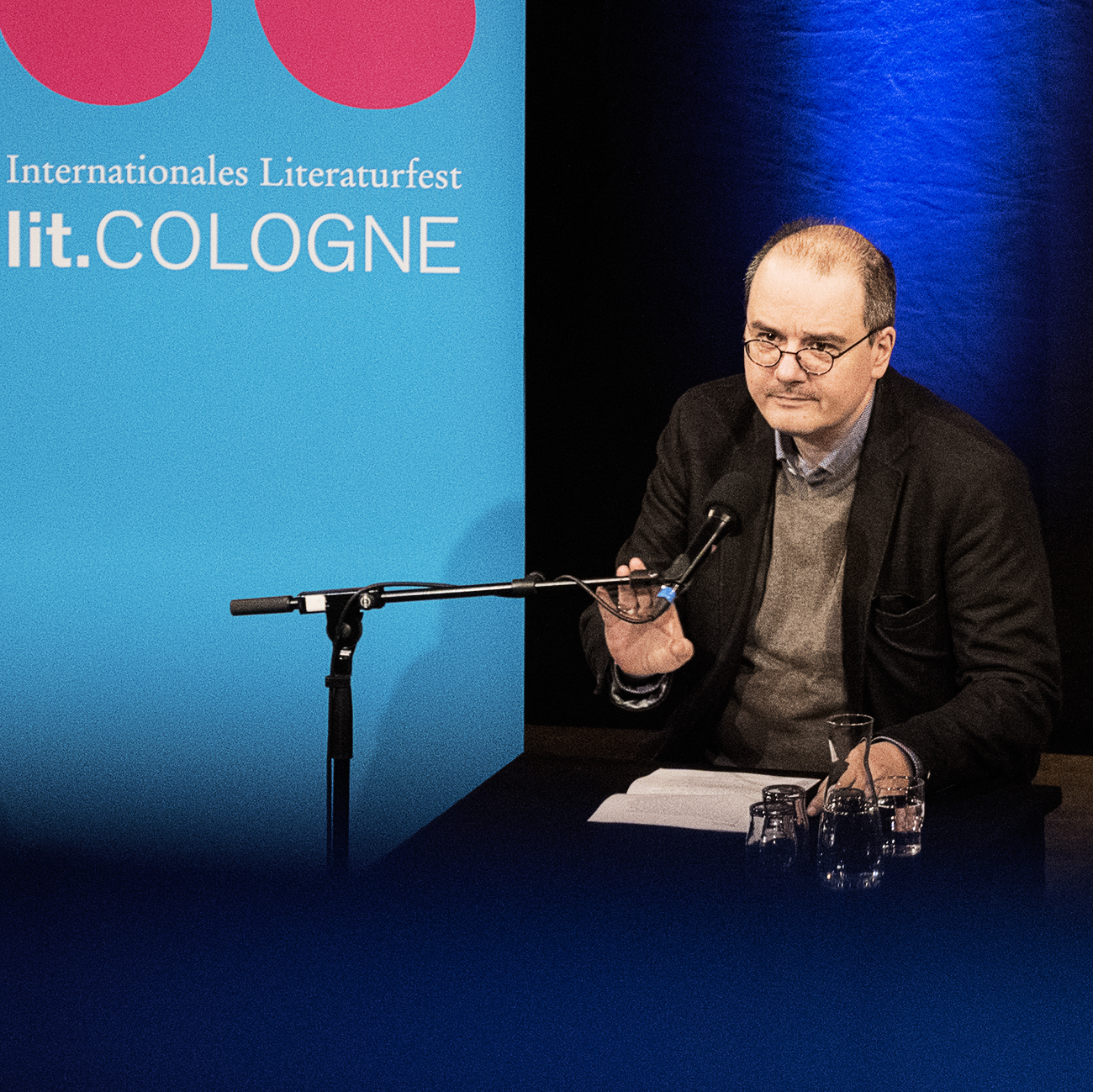
Sherko Fatah auf der LitCologne 2019

Sherko Fatah (* 28. November 1964 in Ost-Berlin) ist ein deutscher Schriftsteller mit irakisch-kurdischen Wurzeln. In allen seinen Büchern thematisiert er die gewalttätigen Auseinandersetzungen im kurdischen Grenzgebiet zwischen Iran, Irak und der Türkei sowie deren Auswirkungen bis nach Europa. Fatah wurde 2015 mit dem Fontane-Preis und dem Adelbert-von-Chamisso-Preis ausgezeichnet.

## Leben
Der Vater von Sherko Fatah war ein Kurde aus dem irakischen Kurdistan. Durch einen Onkel kam der Vollwaise zum Studieren zunächst nach Wien. Als die DDR diplomatische Kontakte zur arabischen Welt knüpfte, erhielt Sherkos Vater ein Stipendium zum Studium auf ihrem Staatsgebiet. Er begann in Leipzig, wechselte dann aber nach Ost-Berlin. Dort heiratete er eine Deutsche und arbeitete als Übersetzer. Heute leben er und viele Verwandte im Nordirak in Sulaimania.
Sherko wurde 1964 im ehemaligen Ostteil Berlins geboren und verbrachte die ersten Jahre seiner Kindheit zunächst in Berlin-Wedding und später in Berlin-Lichtenrade. 1969 konnte die Familie zum ersten Mal mit dem kleinen Jungen aus der DDR in den Irak reisen, weil der Vater kein DDR-Bürger geworden war und einen irakischen Pass besaß. Während der längeren Aufenthalte im Heimatland seines Vaters wurde Sherko dort privat von der Mutter unterrichtet. 1975 siedelte die Familie nach Wien und schließlich nach West-Berlin über. Hier studierte Fatah von 1990 bis 1996 Philosophie und Kunstgeschichte. Sein Studium beendete er mit einer Arbeit zur philosophischen Hermeneutik mit dem Master. Auch während dieser Zeit reiste er häufig in den Irak und besuchte 1985/1986 auch Indien, Bangladesch und Nepal. Weitere Reisen führten ihn 2000 nach Zentralafrika sowie mehrmals in die USA. Heute lebt Fatah als freier Schriftsteller in Berlin. Er ist Mitglied des PEN-Zentrums Deutschland.

## Schaffen

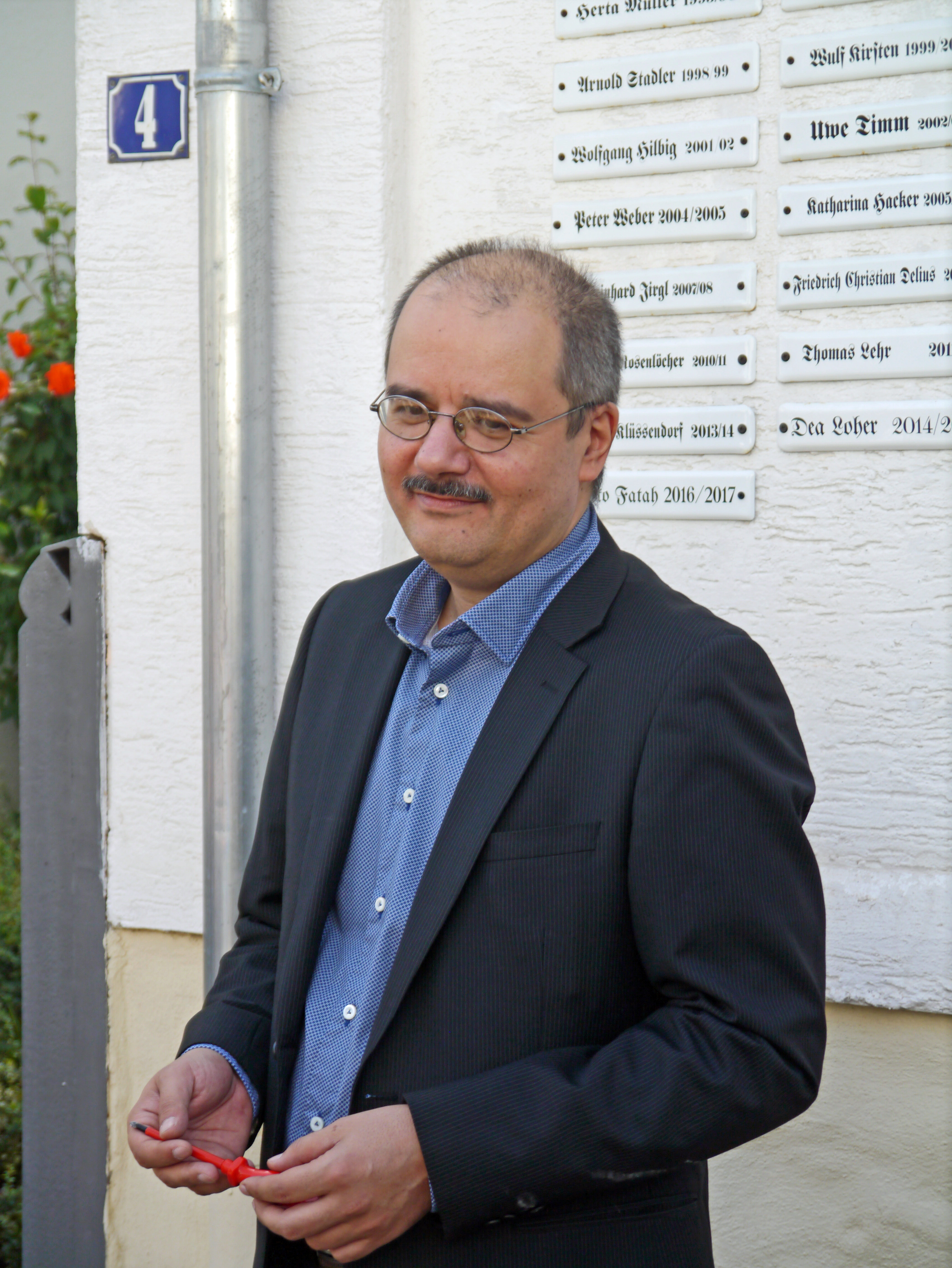
Sherko Fatah 2016

Sherkos Leben ist geprägt von verschiedenen Herkunftswelten und dem Wechsel zwischen den Kulturen. In seinen Büchern spiegelt sich vor allem das Aufeinandertreffen von europäischer und arabischer Welt. Seine Figuren erleben Entwurzelung, Krieg, Gewalt, Folter, Flucht und Exil in verschiedenen Facetten.
Sherkos erster Roman Im Grenzland wurde im Erscheinungsjahr 2001 mit dem Aspekte-Literaturpreis ausgezeichnet. Meike Feßmann schreibt über dieses Werk in der Welt, dass der Leser sich auf vermintes Gelände begäbe und ohne Orientierung sei. Ein Grenzgänger arbeitet als Schmuggler um zu überleben im gefährlichen kurdischen Niemandsland zwischen Iran, Irak und der Türkei. Dieser erlebt, wie wenig ein Menschenleben hier zählt.
Kriegs-Gräueltaten in Algerien sind in der folgenden Erzählung Donnie ständig durch die quälenden Gedanken eines Fremdenlegionärs präsent. Donnie war sein Hund, als er auf einer Insel lebte. Überhaupt scheint er mit Tieren mehr Mitleid zu haben als mit Menschen. Dadurch bleibt der ehemalige Soldat in seiner jetzigen Welt fremd. Obwohl er als Wirt in Tirol in Sicherheit lebt, muss die Erinnerung bruchstückhaft durch Nachfragen ans Tageslicht gebracht werden.
Fatahs nächster Roman Onkelchen beginnt in Deutschland und thematisiert wiederum Gewalt. Hier lernt der Student Michael den Flüchtling Omar kennen. Dieser irakische Lehrer wurde gefoltert. Die Erinnerungen und der verstümmelte Mund haben Omar verstummen lassen. Michael will den Schweigsamen verstehen. Er macht sich auf den Weg zu den Stationen von Omars Flucht bis in den Norden des Irak. Unterwegs wird Michaels Neugier befriedigt, jedoch erst unter schmerzhaften eigenen Erfahrungen.
2008 wurde Sherkos Buch Das dunkle Schiff  für den Preis der Leipziger Buchmesse nominiert. Erneut richtet der Autor den Blick auf die Entstehung von Gewalt und deren Folgen. Der Roman erzählt die Geschichte des jungen Irakers Kerim. Nach der Ermordung seines Vaters wird er gezwungen, sich islamistischen Gotteskriegern anzuschließen. Ihrem Radikalismus mit seiner grausamen Wirklichkeit versucht Kerim durch Flucht nach Deutschland zu entkommen. Hier ist der Suchende zwar in Sicherheit und darf Liebe erleben, doch kann er die Gewalttaten nicht aus der Erinnerung streichen. Die terroristische Ausbildung hat ihn geformt und holt ihn wieder ein.
Der 2012 erschienene Roman Ein weißes Land erzählt von der Verbindung Deutschlands zur arabischen Welt in der NS-Zeit. Politische Ereignisse sind eingebettet in die Lebensgeschichte des jungen Irakers Anwar. Der aus einfachen Verhältnissen stammende Bote und gelernte Dieb erledigt zuverlässig und ohne Skrupel Aufträge. Mit entstelltem Gesicht kehrt Anwar aus dem Zweiten Weltkrieg nach Bagdad zurück. Trotz aller schlimmen Erfahrungen ist er immer noch bereit, denen als Handlanger zu dienen, die ihm einen kleinen Vorteil versprechen.
In dem Roman Der letzte Ort (2014) bringt Fatah erneut die Realität eines Krieges, der bereits bei uns angekommen ist, in unser Bewusstsein. Bei der Verleihung des Adelbert-von-Chamisso-Preises 2015 wurde dieses Werk besonders herausgehoben. Die Hauptfigur ist der junge Abenteurer Albert. Er geht in den Irak und will dort helfen, archäologische Schätze vor den Raubzügen durch fundamentalistische Milizen zu bewahren. Zusammen mit seinem Übersetzer Osama wird er entführt. Als Gefangene sind sie mit verschiedenen Terrorgruppen unterwegs und unfreiwillige Zeugen von deren grausamem Handeln. Das Schicksal gibt Albert und Omar Zeit zum Gespräch. Jeder taucht ein in die Welt des anderen und setzt sich mit der Kultur des anderen auseinander. Dabei entfremden sie sich immer mehr.

## Rezeption
Die Literaturzeitschrift Lire zählte Sherko Fatah 2005 zu den „50 Schriftstellern von morgen“.
Insbesondere den Nordirak mit seinen verschiedenen Volksgruppen und Religionen rückt der Autor in den Blickpunkt. Er führt die heutigen Auseinandersetzungen um das Miteinander oder Gegeneinander vor Augen. Durch seine Herkunft könne er besonders für die „kulturellen Brüche zwischen Ost und West sensibilisieren“, so die Jury des Chamisso-Preises: Der Autor habe der deutschsprachigen Gegenwartsliteratur ein brisantes sowie hochaktuelles Thema zugänglich gemacht. Außerdem bereicherten seine Werke durch ihre schonungslose Darbietung des Krieges mit seinen gewaltsamen Ausschreitungen. In deren Mittelpunkt stünden „stets das differenzierte Innenleben der Unmenschliches erleidenden Opfer und ihre niemals auszulöschende Hoffnung auf eine friedliche und humane Welt“. „Er führt seine Figuren ans Ende ihrer Welt, an den Gegenpol ihrer bisherigen Erfahrungen und sieht zu, was ihnen geschieht.“ Er entwirft Bilder, liefert dem Leser jedoch keine Lösungen.
Sherko zeichnet in seiner Prosa Landschaften, in denen sich das Denken und Fühlen seiner Protagonisten spiegelt. Aufgenommene Tierepisoden können symbolhaft gedeutet werden. Das Internationale Literaturfestival 2008 schreibt, dass sich seine Sprache durch ihre Bildkraft auszeichne, bewusst schmucklos und fast spröde sei, wodurch „zugleich eine subtile Spannung“ entstehe. Cicero Online hält fest, dass das Aufeinandertreffen von orientalischer und abendländischer Kultur bisher noch nicht „so nackt, so brutal, so jenseits aller romantischen Verklärung“ geschildert worden sei.

## Werke

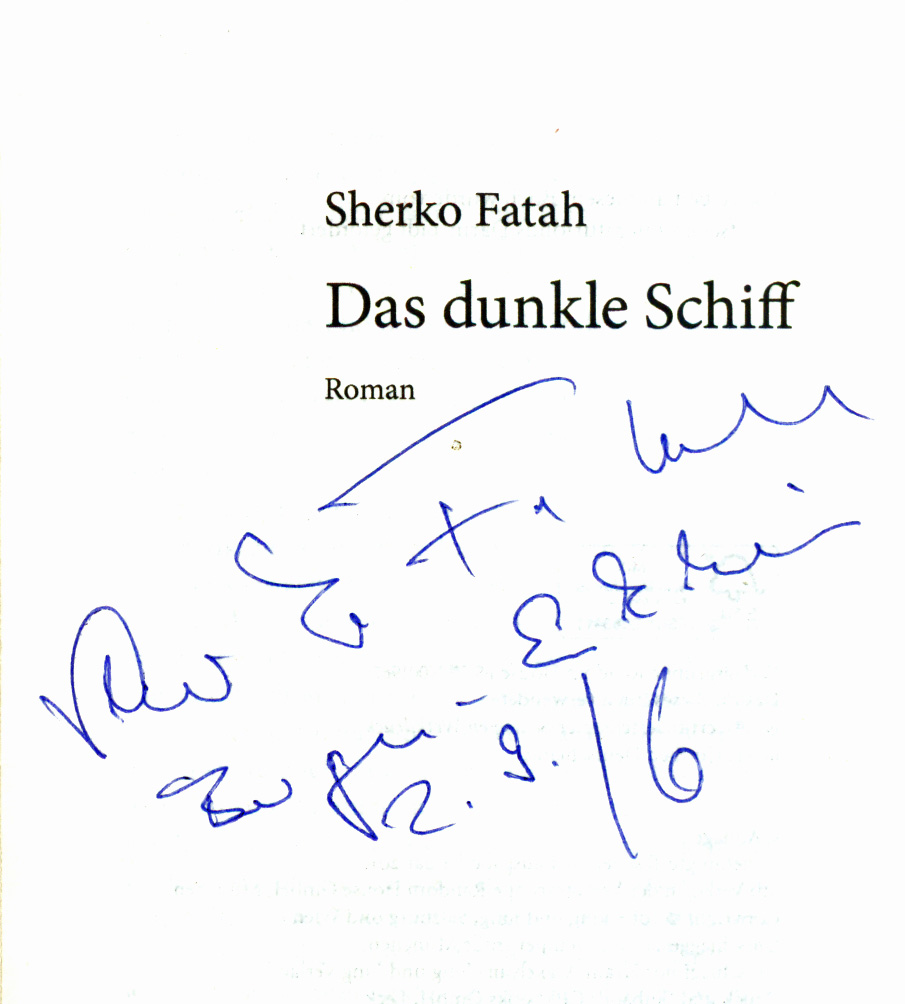
Autograph von Sherko Fatah (2016)

- 1988: Auf offener Straße, Gedichte, Mistral, Berlin 1988
- 2001: Im Grenzland, Roman, Jung und Jung, Salzburg, ISBN 3-902144-01-7, als Taschenbuch, Goldmann, München, 2003, ISBN 3-442-73059-7.
- 2002: Donnie, Erzählung, Jung und Jung, Salzburg, ISBN 3-902144-47-5, als Taschenbuch, btb, München 2005, ISBN 3-442-73193-3.
- 2004: Onkelchen, Roman, Jung und Jung, Salzburg, ISBN 3-902144-77-7, als Taschenbuch, btb, München 2009, ISBN 978-3-442-73459-7.
- 2008: Das dunkle Schiff, Roman, Jung und Jung, Salzburg, ISBN 978-3-902497-36-9, als Taschenbuch, btb, München 2010, ISBN 978-3-442-73907-3.
- 2011: Ein weißes Land, Roman, Luchterhand, München, ISBN 978-3-630-87371-8, als Taschenbuch, btb, München 2013, ISBN 978-3-442-74582-1.
- 2014: Der letzte Ort, Roman, Luchterhand, München, ISBN 978-3-630-87417-3.
- 2019: Schwarzer September, Roman, Luchterhand, München, ISBN 978-3-630-87475-3.
- 2023: Der große Wunsch, Roman, Luchterhand, München, ISBN 978-3-641-30214-6.

## Hörspiel
- 2015: Der letzte Ort, Regie: Beate Andres (NDR)

## Auszeichnungen
- 2001 Aspekte-Literaturpreis für Im Grenzland[20]
- 2002 Sonderpreis des Deutschen Kritikerpreises für das bemerkenswerteste Prosa-Debüt[21]
- 2007 Hilde-Domin-Preis für Literatur im Exil für Im Grenzland und Onkelchen[22]
- 2008 Shortlist für den Deutschen Buchpreis mit Das dunkle Schiff[23]
- 2012 Shortlist für den Preis der Leipziger Buchmesse mit Ein weißes Land[24]
- 2015 Großer Kunstpreis Berlin (Fontane-Preis)[25]
- 2015 Adelbert-von-Chamisso-Preis für sein bisheriges Gesamtwerk und vor allem für den Roman Der letzte Ort[7]
- 2016 Aufenthaltsstipendium der Künstlerresidenz Chretzeturm, Stein am Rhein[26]
- 2016/2017 Stadtschreiber von Bergen
- 2020: Eugen Viehof-Ehrengabe der Deutschen Schillerstiftung von 1859

## Forschungsliteratur
- Sigrid Löffler: Der Irak – Geschichte eines Scheiterns, in: Die neue Weltliteratur und ihre großen Erzähler, C.H.Beck, München 2014, ISBN 978-3-406-65351-3, S. 183–212 (zusammen mit Studien zu Pius Alibek, Najem Wali, Sinan Antoon und Abbas Khider).